# Tesla Model Y
Tesla Model Y är en elektrisk crossover tillverkad av den amerikanska biltillverkaren Tesla. Bilmodellen lanserades januari år 2020, och blev år 2023 den bästsäljande bilen globalt, något som en elbil aldrig uppnått tidigare.

## Tillkännagivade och leverans
Prototypen presenterades i mars 2019. Produktionen i Tesla Factory i Fremont påbörjades i januari 2020 och leveranserna påbörjades 13 mars 2020. Detta är den andra biltypen baserad på Model 3 sedan-plattformen. Model Y kommer att erbjuda valfria platser på en tredje rad så att sju passagerare ryms. Fyra drivlinor finns för Model Y: standard, lång räckvidd, lång räckvidd med dubbelmotorisk fyrhjulsdrift samt prestanda. För närvarande levereras modellen med fyrhjulsdrifts med lång räckvidd samt prestandamodellen. Standardmodellen förväntas komma tidigt år 2021.